# Gieorgij Jegorow
Gieorgij Michajłowicz Jegorow, ros. Георгий Михайлович Егоров (ur. 30 października 1918 w Miestanowie, zm. 9 lutego 2008 w Moskwie) – radziecki dowódca wojskowy, admirał floty.

## Życiorys
Służbę w Marynarce rozpoczął w 1936 roku. W czasie II wojny światowej był dowódcą okrętu podwodnego we Flocie Bałtyckiej. Od 1963 pełnił funkcję szefa sztabu Floty Północnej, a od 1963 był tam szefem sztabu.
W latach 1967–1972 był zastępcą dowódcy Marynarki Wojennej do spraw gotowości bojowej. Od 1972 dowodził Flotą Północną, a w latach 1977–1981 był szefem sztabu i pierwszym zastępcą dowódcy Marynarki Wojennej. 5 listopada 1973 roku awansowany do stopnia admirała floty. 27 października 1978 roku otrzymał tytuł Bohatera Związku Radzieckiego. Otrzymał też Order Lenina (dwukrotnie), Order Rewolucji Październikowej (1974), Order Czerwonego Sztandaru (trzykrotnie, 1942, 1953 i 1968), Order Wojny Ojczyźnianej I klasy (trzykrotnie, 1945, 1945 i 1985), Order Czerwonej Gwiazdy (1951), Order „Za służbę Ojczyźnie w Siłach Zbrojnych ZSRR” III klasy (1988), medale oraz mongolski Order Za Zasługi Bojowe (1945).
W latach 1981–1988 był przewodniczącym paramilitarnej organizacji DOSAAF. W 1992 roku został przeniesiony w stan spoczynku.